# Arbab
Arbab i Iran betyder adelsman/stor jordägare. Arbab är pluralformen av det arabiska substantivet "Rabb" (ägare, mästare, herren) som används i persiska för att beteckna någon form av ägare eller befälhavare. I modern persiska (utöver en ren hederstitel till framstående zoroastrier), avser det en innehavare av fastighetsbildning på landsbygden, och adjektivet "Arbabi" tillämpas på en lantlig egendom, till exempel en by i betydelsen "som hör till en stor godsägare".
Det fanns i början på 1900-talet bara ett antal familjer som ägde många byar och jordbruk i Iran. 1963 inleddes den så kallade vita revolutionen. Den viktigaste reformen var en jordreform där storgods styckades och adelsjord konfiskerades och delades ut till småbönder. 